# Resolutie 1822 Veiligheidsraad Verenigde Naties
Resolutie 1822 van de Veiligheidsraad van de Verenigde Naties werd op 30 juni 2008 unaniem aangenomen door de VN-Veiligheidsraad en verlengde de waarnemingsgroep die toezag op de uitvoering van maatregelen tegen terrorisme met
anderhalf jaar.

## Inhoud

### Waarnemingen
Terrorisme was een van de grootste bedreigingen voor de vrede en veiligheid, en in dat verband werden Al Qaida, Osama bin Laden en de Taliban nogmaals veroordeeld voor het gestegen geweld en terreur in Afghanistan. Ook steunde men de strijd tegen de drugshandel in Afghanistan en was men bezorgd om het misbruik van het internet door terreurgroepen.
Alle lidstaten waren verplicht de tegen de Taliban en Al Qaida genomen maatregelen in resolutie 1373 uit te voeren. Daarbij werden ze geholpen door het 1267-Comité en Interpol, die ook goed samenwerkten.

### Handelingen

#### Maatregelen
Alle landen moesten de eerder tegen terreurgroepen getroffen sancties uitvoeren; namelijk hun fondsen bevriezen, ze van hun grondgebied weren en een wapenembargo opleggen.

#### Toevoeging aan de lijst
Er was een lijst van personen en entiteiten waartegen deze sancties golden en waaraan de lidstaten namen konden toevoegen.

#### Schrapping van de lijst
Er was ook een punt binnen het Secretariaat van de Verenigde Naties waar gevraagd kon worden om namen van de lijst te schrappen.

#### Herziening en bijwerking van de lijst
Alle landen werden gevraagd zo veel mogelijk bijkomende informatie te verschaffen bij de namen op de lijst. Het comité werd gevraagd alle namen tegen 30 juni 2010 te herzien, de bijhorende informatie bij te werken en dit jaarlijks te herhalen.

#### Uitvoering van de maatregelen
Voor het toevoegen van namen aan de lijst moesten eerlijke en duidelijke procedures bestaan. Ook werden de lidstaten gevraagd melding te maken van het gebruik van gestolen of valse reisdocumenten door personen op de lijst.

#### Coördinatie en verder bereik
De samenwerking tussen het comité, het Antiterrorismecomité en het 1540-comité moest nog verder uitgediept worden.

#### Waarnemingsteam
Het mandaat van het in New York gevestigde waarnemingsteam dat toezag op de genomen maatregelen werd wederom met achttien maanden verlengd. Haar verantwoordelijkheden waren opgesomd in annex I.

#### Herzieningen
Ten slotte werd besloten de genomen maatregelen binnen 18 maanden te herzien, of eerder indien nodig moest blijken.

### Annex I
In bijlage zat een lijst met de taken van het waarnemingsteam dat onder leiding van het 1267-comité werkte. Het zag onder meer toe op de uitvoering van de maatregelen en deed aanbevelingen ter zake.

## Verwante resoluties
- Resolutie 1787 Veiligheidsraad Verenigde Naties (2007)
- Resolutie 1805 Veiligheidsraad Verenigde Naties
- Resolutie 1904 Veiligheidsraad Verenigde Naties (2009)
- Resolutie 1963 Veiligheidsraad Verenigde Naties (2010)

Lijst ·  1795 ·  1796 ·  1797 ·  1798 ·  1799 ·  1800 ·  1801 ·  1802 ·  1803 ·  1804 ·  1805 ·  1806 ·  1807 ·  1808 ·  1809 ·  1810 ·  1811 ·  1812 ·  1813 ·  1814 ·  1815 ·  1816 ·  1817 ·  1818 ·  1819 ·  1820 ·  1821 ·  1822 ·  1823 ·  1824 ·  1825 ·  1826 ·  1827 ·  1828 ·  1829 ·  1830 ·  1831 ·  1832 ·  1833 ·  1834 ·  1835 ·  1836 ·  1837 ·  1838 ·  1839 ·  1840 ·  1841 ·  1842 ·  1843 ·  1844 ·  1845 ·  1846 ·  1847 ·  1848 ·  1849 ·  1850 ·  1851 ·  1852 ·  1853 ·  1854 ·  1855 ·  1856 ·  1857 ·  1858 ·  1859